# Liste der Nummer-eins-Hits in Kanada (1970)
Diese Liste enthält alle Nummer-eins-Hits in Kanada im Jahr 1970. Es gab in diesem Jahr 26 Nummer-eins-Singles.
| Singles | Alben |
| --- | ----- |
| - Peter, Paul and Mary – Leaving on a Jet Plane - 1 Woche (27. Dezember 1969 – 2. Januar 1970) - B. J. Thomas – Raindrops keep fallin' on my Head - 3 Wochen (3. Januar – 23. Januar) - The Archies – Jingle Jangle - 1 Woche (24. Januar – 30. Januar) - Shocking Blue – Venus - 2 Wochen (31. Januar – 13. Februar) - Tom Jones – Without Love - 1 Woche (14. Februar – 20. Februar) - Eddie Holman – Hey There Lonely Girl - 1 Woche (21. Februar – 27. Februar) - The Guess Who – No Time - 2 Wochen (28. Februar – 13. März) - Simon and Garfunkel – Bridge over Troubled Water - 4 Wochen (14. März – 10. April) - The Beatles – Let It Be - 3 Wochen (11. April – 1. Mai) - Norman Greenbaum – Spirit In the Sky - 1 Woche (2. Mai – 8. Mai) - The Guess Who – American Woman - 3 Wochen (9. Mai – 29. Mai) - Creedence Clearwater Revival – Up Around the Bend - 2 Wochen (30. Mai – 12. Juni) - Ray Stevens – Everything Is Beautiful - 1 Woche (13. Juni – 19. Juni) - The Beatles – The Long and Winding Road - 2 Wochen (20. Juni – 3. Juli) - Rare Earth – Get Ready - 1 Woche (4. Juli – 10. Juli) - Melanie feat. Edwin Hawkins – Lay Down - 2 Wochen (11. Juli – 24. Juli) - Miguel Ríos – A Song of Joy - 2 Wochen (25. Juli – 7. August) - Carpenters – Close To You - 2 Wochen (8. August – 21. August) - Mashmakhan – As the Years Go By - 2 Wochen (22. August – 5. September) - Mungo Jerry – In the Summertime - 2 Wochen (6. September – 19. September) - Creedence Clearwater Revival – Lookin' Out My Back Door - 4 Wochen (20. September – 16. Oktober) - Neil Diamond – Cracklin' Rosie - 2 Wochen (17. Oktober – 30. Oktober) - Sugarloaf – Green-Eyed Lady - 2 Wochen (31. Oktober – 13. November) - Carpenters – We've Only Just Begun - 1 Woche (14. November – 20. November) - The Partridge Family – I Think I Love You - 4 Wochen (21. November – 18. Dezember) - George Harrison – Isn't It a Pity - 5 Wochen (19. Dezember 1970 – 22. Januar 1971) |       |